# Deep Turtle
I Deep Turtle sono stati una band hardcore punk finlandese, attiva tra il 1990 e il 1996 e tra il 2002 e il 2004.

## Storia
I Deep Turtle si formarono nel 1990 nell'underground musicale di Pori. La musica dei Deep Turtle fondeva l'energia dell'hardcore punk, l'armonia del jazz, ritmi latin rock e lo sperimentalismo del rock progressivo in un genere chiamato jazzcore o weirdcore. La band è stata volte paragonata a gruppi come Victim's Family e NoMeansNo.
I Deep Turtle si sciolsero nel 1996 e si riformarono nel 2002, per sciogliersi definitivamente nel 2004 a causa dei problemi di acufene del batterista Mikko Erjossaari.
I Deep Turtle sono stati l'unica band finlandese a fare una John Peel Session nel 1994.

## Lineup
- Pentti Dassum - chitarra, voce
- Tapio Laxström - basso
- Mikko Erjossaari - batteria

## Discografia

### Album di studio
- 1994 - There's A Vomitsprinkler in My Liverriver
- 2003 - Turkele!

### Raccolte
- 1995 - Rip-Off Dokumento
- 2002 - Tutina!

### EP e singoli
- 1991 - Deep Turtle
- 1992 - Snakefish
- 1993 - Satanus Uranus Tetanus
- 1993 - Riva!
- 1994 - John Peel Sessions
- 1995 - Tungo/Born to Search Cheese
- 1996 - Flutina

### Split
- 1993 - Ghoti, split EP con Uhrilampaat
- 2003 - VT/DT, split EP con Valse Triste